# Ořechov (ort i Tjeckien, Zlín)
Ořechov är en ort i Tjeckien.   Den ligger i distriktet Okres Uherské Hradiště och regionen Zlín, i den östra delen av landet, 240 km sydost om huvudstaden Prag. Ořechov ligger 248 meter över havet och antalet invånare är 675.
Terrängen runt Ořechov är platt åt sydost, men åt nordväst är den kuperad. Runt Ořechov är det tätbefolkat, med 257 invånare per kvadratkilometer. Närmaste större samhälle är Uherské Hradiště, 12,4 km öster om Ořechov. Trakten runt Ořechov består till största delen av jordbruksmark.